# Фуртадо, Авраам
Авраам Фуртадо (1756—1817) — французский общественный деятель.

## Биография
Родился в Лондоне в 1756 году, происходил из португальской семьи маранов, жившей в Лиссабоне. Во время землетрясения 1755 г. в Лиссабоне отец Авраама Фуртадо погиб, а мать бежала в Англию, где открыто стала исповедовать еврейство и родившегося уже в Лондоне сына приобщила к вере отцов.
В 1758 году мать с сыном переехали во Францию. Предприимчивый и образованный человек, Фуртадо вскоре занял среди южно-французских евреев видное положение; когда была составлена комиссия министра Мальзерба, Фуртадо — вместе с Градисом — представлял в ней южных евреев Франции.
Был в дружеских отношениях с виднейшими представителями жирондистов, и когда последние были побеждены Робеспьером, должен был бежать из Франции. После окончания периода террора вернулся в Бордо.
Когда Наполеон I созвал в 1806 году собрание еврейских нотаблей, Фуртадо был в числе последних; он был избран первым председателем собрания и в таком качестве произнёс несколько торжественных речей. Также был членом французского Синедриона (1807) и сам составил почти всю редакцию ответов Синедриона. После роспуска Синедриона остался исполнять обязанности секретаря собрания нотаблей.
После падения Наполеона примкнул к роялистам; когда же Наполеон вернулся с острова Эльба (март 1815), Фуртадо отказался от сделанного ему предложения занять политический пост, но в августе 1815 года, при окончательном возвращении Людовика XVIII, стал членом муниципалитета в Бордо.
Умер в Бордо в 1817 году.